# 1995
| 1995                                                         |
| ------------------------------------------------------------ |
| Dødsfald - Fødsler                                           |
| • Begivenheder • Film • Litteratur • Musik • Politik • Sport |

| Gregoriansk kalender | 1995 MCMXCV             |
| Ab urbe condita      | 2748                    |
| Armensk kalender     | 1444 ԹՎ ՌՆԽԴ            |
| Kinesiske kalender   | 4691 – 4692 甲戌 – 乙亥 |
| Etiopisk kalender    | 1987 – 1988             |
| Jødisk kalender      | 5755 – 5756             |
| Hindukalendere       |                         |
| - Vikram Samvat      | 2050 – 2051             |
| - Shaka Samvat       | 1917 – 1918             |
| - Kali Yuga          | 5096 – 5097             |
| Iransk kalender      | 1373 – 1374             |
| Islamisk kalender    | 1416 – 1417             |

Regerende dronning i Danmark: Margrethe 2. 1972-2024
Se også 1995 (tal)

## Begivenheder

### Januar
- 1. januar – Østrig, Finland og Sverige bliver medlemmer af den Europæiske Union.
- 1. januar – Begyndelsen på det internationale årti for verdens oprindelige folk (1995-2005).[kilde mangler]
- 9. januar – Den 51-årige russiske kosmonaut Valeri Poliakov har i dag tilbragt 366 dage om bord på rumstationen Mir. Det er ny rekord for ophold i rummet.
- 17. januar – Et jordskælv på 7,2 på Richterskalaen bryder klokken 5.46 lokal tid ud nær Kobe i den sydlige del af Hyogo i Japan. Skaderne er enorme, men mange frivillige fra hele Japan samt den øvrige verden hjælper til med oprydningen og hjælp til jordskælvsofrene.

### Februar
- 10. februar - 82 buschauffører ved Ri-Bus i Esbjerg nedlægger arbejdet i protest mod at skulle gå 30.000 kr. ned i løn om året på grund af en privatisering af busselskabet. Det bliver optakten til en langvarig konflikt med spredte sympatistrejker i hele landet
- 24. februar – 1st Screen Actors Guild Awards afholdes i Santa Monica Civic Auditorium, Los Angeles, USA
- 25. februar - under busstrejken i Esbjerg fritstilles Ribus-chaufførerne

### Marts
- 6. marts – 12. marts – Verdenstopmødet om social udvikling fandt sted i Bella Center i København
- 20. marts – medlemmer af Aum Supreme Truth sender sarin-gas ud i Tokyos metrosystem
- 22. marts - i Japan anholdes nogle medlemmer af den religiøse sekt Aum Shinrikyo for giftgasattentaterne i Tokyos undergrundsbane
- 26. marts - Schengen-samarbejdet træder i kraft

### April
- 7. april - borearbejdet under Storebælt afsluttes.
- 19. april – Murrah Federal Building i Oklahoma City i USA udsættes for et bombeattentat
- 21. april - to arbejdere på havnen i Aalborg bliver dræbt, da en 28 m høj stålkran vælter
- 26. april - Polens præsident Lech Wałęsa er på officielt besøg i Danmark

### Maj
- 1. maj – Operation Bljesak: Kroatiske angreb i UNPROFOR området i Vestslavonien. Over 18.000 serbere havde søgt tilflugt i Republika Srpska og Serbien
- 1. maj - i protest mod løn- og arbejdsforholdene indleder de danske sygeplejersker en landsomfattende konflikt
- 2. maj - Indenrigsministeriet godkender Dansk Folkeparti som opstillingsberettiget
- 4. maj – på 50-årsdagen for Danmarks befrielse 1945 bliver værket "Fredsskulptur 1995 af den danske kunstner Elle-Mie Ejdrup Hansen vist langs den jyske vestkyst
- 7. maj - nygaullisten Jacques Chirac vinder det franske præsidentvalg
- 15. maj - under Krigen i Bosnien-Hercegovina foretager bosniske serbere en massakre på 72 unge bosniakker i byen Tuzla
- 17. maj - Jacques Chirac indsættes som Frankrigs nye præsident
- 23. maj - Serbiens præsident Slobodan Milosevic nægter at anerkende Bosnien-Hercegovina til gengæld for ophævelse af sanktionerne mod resten af Jugoslavien
- 23. maj – programmeringssproget Java udgives
- 25. maj - under krigen i Bosnien-Hercegovina foretager bosniske serbere en massakre på 72 unge mennesker i byen Tuzla
- 26. maj - de bosniske serbere tager 370 FN-soldater som gidsler
- 29. maj - mindst 2000 frygtes dræbt, da et voldsomt jordskælv jævner byen Neftegorsk på Sakhalin-halvøen med jorden
- 31. maj - Prins Joachim forlover sig med Alexandra Manley fra Hong Kong

### Juni
- 8. juni – programmeringssproget PHP bliver udgivet af Rasmus Lerdorf
- 9. juni - en ét døgn lang gidselaffære i Sverige slutter, da to gidseltagere overgiver sig til politiet og en tredje bliver skudt og såret i byen Hallsberg. Siden eftermiddagen dagen før havde gidseltagerne skudt vildt omkring sig og såret flere samt taget gidsler undervejs. Til sidst havde de forskanset sig i et hus Halland med fire ældre gidsler
- 9. juni - den tidligere svenske statsminister Carl Bildt udnævnes til fredsmægler i Bosnien
- 14. juni – Terrorangrebet i Budyonnovsk: Tjetjenske terrorister under anførelse af Sjamil Basajev angriber et hospital i den sydrussiske by Budjonovsk og tager mellem 1.500 og 1.800 civile – hovedsageligt hospitalsindlagte, herunder fødende kvinder, nyfødte babyer og omkring 150 børn – som gidsler i en aktion, der skal komme til at koste 140 døde og mere end 400 sårede
- 16. juni - politiassistent Morten Mortensen dør efter at være skudt ned under et bankrøveri i Højbjerg ved Århus
- 18. juni - ved lokalvalg i Frankrig erobrer Jean-Marie Le Pens Nationalister tre borgmesterposter i det sydlige Frankrig
- 20. juni - olieselskabet Shell opgiver en planlagt dumpning af den udtjente boreplatform Brent Spar i Atlanterhavet efter massivt pres fra politikere, miljøorganisationer og privatpersoner i hele Europa
- 22. juni – der bliver sat et punktum i Tamilsagen, ved at Erik Ninn-Hansen bliver dømt skyldig i et retsmøde, hvor Ninn-Hansen ikke selv deltager
- 27. juni - Burmeister & Wain i København går i betalingsstandsning
- 29. juni - omkring 600 bliver dræbt, da taget på et stormagasin i Sydkoreas hovedstad Seoul styrter sammen
- 29. juni - det afsløres, at statsminister H.C. Hansen i 1957 har tilladt USA at opmagasinere atomvåben i Grønland.

### Juli
- 11. juli – Bosnisk-serbiske hær rykkede ind i Srebrenica. Srebrenica-massakren nødvendiggjorde NATO's militære intervention
- 11. juli - der etableres fuld diplomatisk samarbejde mellem Vietnam og USA
- 20. juli - Forhenværende justitsminister Erik Ninn-Hansen bliver frataget Dannebrogordenen efter sin rigsretsdom i tamilsagen
- 25. juli – Bosnisk-serbiske hær rykkede ind i Žepa.

### August
- 4. august – Operation Storm: Kroatiske angreb i UNPROFOR området i Krajina. Over 220 000 serber havde søgt tilflugt i Serbien-Montenegro og Banja Luka.
- 10. august – Saddam Husseins to svigersønner flygter fra Irak og anmoder om asyl i Jordan. Senere får de frit lejde til at vende hjem, men bliver myrdet ved hjemkomsten
- 12. august - Poul Nyrup Rasmussen aflyser Det kongelige Teaters turné i Paris i protest mod franske atomprøvesprængninger
- 20. august - over 250 bliver dræbt, da to indiske tog kolliderer 200 km nord for den indiske hovedstad New Delhi. Ulykken er den hidtil værste togulykke i Indiens historie
- 24. august – Microsoft udgiver Windows 95
- 27. august - 12 fanger flygter fra Vridsløselille Statsfængsel, efter at en bulldozer har væltet ydermuren til fængselsgården

### September
- 2. september - museet Rock and Roll Hall of Fame åbner i Cleveland, Ohio, USA
- 5. september - Danmark udleverer den fængslede amerikanske nynazist Gary Lauck til Tyskland
- 10. september - Nationalforsamlingen i Irak opstiller enstemmigt Saddam Hussein som eneste præsidentkandidat
- 11. september - Sjælland bliver skinnefast med Europa, da arbejderne på Storebæltsforbindelsen forbinder jernbaneskinnerne fra Fyn og Sjælland i tunnelen under Storebælt.
- 15. september – Torben Rechendorff overlader posten som de konservatives landsformand til Hans Engell.
- 18. september – Operation Una: Danske FN-soldater i Kroatien kommer under kraftig beskydning. 2 bliver dræbt og 10 såres. Lejrerne i Dvor og Kostanica bliver hårdest ramt
- 19. september - to danske FN-soldater omkommer og otte såres under serbisk beskydning
- 21. september - det hinduistiske mælke-mirakel, hvorunder statuer af guden Ganesh begynder at drikke mælk, der placeres ved snabelen. Folk valfarter til templerne med mælk, og nyheden spredes hurtigt til resten af kloden

### Oktober
- 3. oktober - det sorte amerikanske sportsidol O.J. Simpson kendes "ikke-skyldig" i mord på sin ex-hustru og hendes ven
- 6. oktober - efter et kaotisk landsmøde i Fremskridtspartiet fem dage tidligere, hvor den tidligere leder Pia Kjærsgaard mistede al magt i partiet, bryder hun og tre andre fra partiet ud og stifter et nyt parti - Dansk Folkeparti
- 10. oktober - Papua Ny Guinea bliver medlem af FN
- 24. oktober - en total solformørkelse kan beses i Iran, Indien, Thailand og andre lande i det sydøstlige Asien
- 28. oktober - over 300 bliver dræbt i verdens hidtil alvorligste ulykke i en undergrundsbane, da et tog bryder i brand mellem to stationer i Aserbajdsjans hovedstad Baku. Et par dage senere blev det oplyst, at en bombe anbragt af terrorister var skyld i ulykken

### November
- 2. november - Argentinas højesteret udviser den tidligere SS kaptajn Erich Priebke til Italien, hvor han mødes af en anklage for deltagelse i en massakre på krigsfanger under 2. verdenskrig
- 4. november - Israels ministerpræsident Yitzhak Rabin myrdes af en højreekstremistisk jødisk fanatiker
- 18. november – Joachim Holger Waldemar Christian, Prins til Danmark, bliver i Frederiksborg Slotskirke gift med Alexandra Christina Manley, Prinsesse af Danmark
- 20. november - i et enterview på BBC fortæller Prinsesse Diana i flere detaljer om sit ægteskab med Prins Charles og om sit forhold til resten af kongehuset
- 21. november - i Dayton i Ohio, USA, indgås Daytonaftalen, en fredsaftale for Bosnien-Hercegovina
- 21. november - Toy Story har premiere. Der er tale om den første tegnefilm af spillefilmslængde, der er fuldstændig skabt på computer

### December
- 1. december - Uffe Ellemann-Jensen trækker sig som kandidat til NATOs generalsekretærpost, da det står klart, at han ikke kan samle et flertal
- 2. december - den tidligere børsmægler i Barrings Bank, Nick Leeson idømmes i Singapore 6½ års fængsel for svindel, der førte til bankens krak
- 4. december - de første af 60.000 fredsbevarende soldater ankommer til Sarajevo
- 5. december - Frankrig beslutter at lade sin hær genindtræde i NATOs militærsamarbejde
- 6. december - MD Foods beslutter at nedlægge Københavns sidste mejeri, Enigheden på Nørrebro
- 7. december - Roskilde Domkirke optages på UNESCOs Verdensarvsliste
- 7. december - Den amerikanske rumsonde Galileo når som det første rumfartøj frem til planeten Jupiter
- 14. december - Dayton-fredsaftalen underskrives i Paris af præsidenterne for Serbien, Kroatien og Bosnien-Hercegovina. Dette er den formelle afslutning på Europas værste konflikt siden anden verdenskrig
- 15. december – EF-domstolen afsiger den såkaldte Bosman-dom, der forhindrer fodboldklubber i at kræve vederlag for spillere, hvis kontrakter er udløbet
- 20. december - de første NATO-soldater starter fredsmissionen i Bosnien
- 20. december - Politikens chefredaktør Tøger Seidenfaden sigtes for ulovligt optryk af EU-kommissær Ritt Bjerregaards dagbog
- 24. december - Tyrkiet afholdet sit 13. parlamentsvalg.
- 31. december – Bill Watterson stopper produktionen af avisstriben Steen og Stoffer.

## Født
- 2. januar – Antonio José, spansk sanger.
- 4. januar – Maria Isabel, spansk barnestjerne.
- 21. januar - Mikkel Jensen, dansk fodboldspiller.
- 27. marts – Taylor Atelian, amerikansk barneskuespiller, sanger og danser.
- 12. maj – Luke Benward, amerikansk barneskuespiller og sanger.
- 12. maj - Sawyer Sweeten, amerikansk børneskuespiller (død 2015).
- 12. maj - Sullivan Skye, amerikansk børneskuespiller.
- 9. juli – Georgie Henley, engelsk barneskuespiller.
- 12. juli – Yohio, svensk musiker.
- 20. august - Magnus Landin, dansk håndboldspiller
- 27. august – Cainan Wiebe, canadisk barneskuespiller.
- 27. august – Adam Örn Arnarson, islandsk fodboldspiller.
- 22. september – Samuel Heller-Seiffert, dansk skuespiller.
- 18. oktober – Christian Bassogog, camerounsk fodboldspiller.
- 25. oktober – Jacob Dinesen, dansk musiker.
- 28. oktober – Edgar Babayan, armensk/dansk fodboldspiller.
- 6. november - Anja Nissen, dansk/australsk sangerinde og sangskriver.
- 14. november - Emil Peter Jørgensen, dansk fodboldspiller.
- 20. december - Sofie Lippert Troelsen, dansk ungdomspolitiker og debattør
- 29. december – Elena Arndt-Jensen, dansk skuespillerinde

## Sport[1]
- 8. januar - ved Kong Fahd Cup 1995 vinder det danske herrelandshold i fodbold 2-0 over Saudi Arabien[2]
- 10. januar - ved Kong Fahd Cup 1995 spiller det danske herrelandshold i fodbold 1-1 med Mexico[3]
- 13. januar - ved Kong Fahd Cup 1995 vinder det danske herrelandshold i fodbold 2-0 over Argentina[4]
- 29. januar – Super Bowl XXIX San Francisco 49ers (49) besejrer San Diego Chargers (26)
- 11. februar – Danyon Loader slår verdensrekorden på 400 meter fri (svømning)
- 11. februar – Mark Foster slår verdensrekorden på 50 meter butterfly (svømning)
- 11. februar – Sandra Volker slår den europæiske rekord på 50 meter rygsvømning
- 29. marts - det danske herrelandshold i fodbold spiller 1-1 med Cypern[5]
- 26. april - det danske herrelandshold i fodbold vinder 1-0 over Nordmakedonien[6]
- 28. april – bokseren Gert Bo Jacobsen bokser den sidste kamp i karrieren, da han bliver stoppet i 9. omgang i en kamp om EM-titlen i let-weltervægt mod Khalid Rahilou
- 31. maj - det danske herrelandshold i fodbold vinder 1-0 over Finland, i Helsinki[1]
- 7. juni - det danske herrelandshold i fodbold vinder 4-0 over Cypern i Parken[7]
- 23. juli - Den spanske cykelrytter Miguel Indurain vinder som den første Tour de France fem år i træk
- 16. august - i Zürich i Schweiz sætter Haile Gebrselassie fra Etiopien ny verdensrekord i 5000 meter med tiden 12.44,39 minutter, og kenyaeneren Moses Kiptanui sætter samtidig verdensrekord i 3000 meter forhindringsløb med tiden 7.59,18 minutter
- 16. august - i Armenien vinder det Danmarks fodboldlandshold 2-0 over Armenien i en kvalifikationskamp til Europamesterskabet i fodbold 1996 i England. Målene bliver sat ind af Michael Laudrup og debutanten Allan Nielsen[8]
- 25. august - ved VM i roning i Tampere, Finland, opnår danske roere medaljer i fire discipliner med guld til letvægtsotteren som bedste reusltat
- 25. august - ved EM i svømning i Wien, Østrig, vinder Mette Jacobsen guld i 100 meter butterfly. Det var hendes anden guldmedalje - og fjerde EM-medalje hidtil dette år
- 25. august - i Bruxelles, Belgien, sætter Maria Lurdes Mutola fra Mocambique verdensrekord i 1000 meter løb med tiden 2.29,34 minutter
- 4. september - Peter Schmeichel kåres til Europas bedste målmand
- 6. september - det danske herrelandshold i fodbold vinder 3-1 over Belgien[9]
- 8. oktober - spanieren Abraham Olano vinder VM i professionel landevejscykling i Colombia foran en anden spanier, Miguel Indurain
- 11. oktober - i en EM-kvalifikationskamp mod Spanien spiller Danmarks fodboldlandshold i Parken 1-1. Danmarks udlignende mål bliver scoret af Kim Vilfort i starten af anden halvleg[10]
- 31. oktober - fodboldklubben Brøndby vinder sensationelt 1-0 på udebane over engelske Liverpool FC i en UEFA Cup kamp på et mål af forsvarsspilleren Dan Eggen sidst i anden halvleg og går dermed videre i turneringen til 3. runde. Den første kamp var endt 0-0. Det er første gang, et dansk klubhold slår et engelsk hold ud af en europæisk turnering
- 15. november - Danmarks fodboldlandshold vinder i Parken 3-1 over Armenien i en EM kvalifikationskamp. Kampen er den sidste kvalifikationskamp, og Danmark kvalificerer sig dermed til Europamesterskabet i fodbold 1996. Danmarks pulje bliver vundet af Spanien, mens Danmark kommer med som 2’er. Danmarks mål i kampen bliver scoret af Michael Schjønberg, Mikkel Beck og Michael Laudrup[11]
- Ryder Cup, golf – Europa 14½-USA 13½

## Musik
- 11. juni - The Rolling Stones giver koncert i Parken for 47.000 tilskuere
- 9. juli - Grateful Dead spiller den sidste koncert i en 30-årig karriere

### Danske udgivelser
- 1. marts – D:A:D: Helpyourselfish
- Kim Larsen: Guld og grønne skove
- 5. oktober – Diverse kunstnere: Tangokat

### Internationale udgivelser
- 29. maj – Pink Floyd: P•U•L•S•E
- 20. juni – Michael Jackson: HIStory
- 15. august – Garbage: Garbage
- 11. september – Blur: The Great Escape
- 26. september – AC/DC: Ballbreaker
- 2. oktober – Oasis: (What's the Story) Morning Glory?
- 10. oktober – Green Day: Insomniac
- 10. oktober – No Doubt: Tragic Kingdom
- 20. november – The Beatles: The Beatles Anthology, Volume 1
- 21. november – Coolio: Gangsta's Paradise

### Hits
- Coolio: Gangsta's Paradise
- Shaggy: Boombastic
- Take That: Back For Good

### Grammy Awards
- Grammy Award for årets indspilning: Bill Bottrell (producer) og Sheryl Crow for All I Wanna Do.
- Grammy Award for årets album: David Kahne (producer) og Tony Bennett for MTV Unplugged: Tony Bennett.
- Grammy Award for årets sang: Bruce Springsteen for Streets of Philadelphia.
- Grammy Award for bedste nye kunstner: Sheryl Crow.

### Danish Music Awards
- Årets danske album: Thomas Helmig for Stupid Man
- Årets danske gruppe: Dizzy Mizz Lizzy
- Årets nye danske navn: Dizzy Mizz Lizzy
- Årets danske sanger: Thomas Helmig
- Årets danske hit: Thomas Helmig for Gotta Get Away From You (Keep On Walking)

### Melodi Grand Prix
- Dansk vinder: Aud Wilken: Fra Mols til Skagen
- 13. maj – Norge vinder årets udgave af Eurovision Song Contest, som blev afholdt i Dublin, Irland, med sangen "Nocturne" af Secret Garden

## Nobelprisen
- Fysik – Martin L. Perl, Frederick Reines
- Kemi – Paul J. Crutzen, Mario J. Molina, F. Sherwood Rowland
- Medicin – Edward B Lewis, Christiane Nüsslein-Volhard, Eric Wieschaus
- Litteratur – Seamus Heaney
- Fred – Joseph Rotblat (Polen/Storbritannien) og Pugwash-konferencen om videnskab og verdenshandel
- Økonomi – Robert Lucas, Jr.

## Bøger
- Min ven sheiken i Stureby, 1995 af ulf stark
- 25. oktober - Ritt Bjerregaard trækker sin omstridte dagbog om sit første halve år som EU-kommissær i Bruxelles, tilbage.

## Film
- 10. juni – MTV Movie Awards 1995 afholdes i Burbank, Californien

- Babe - den kække gris
- Braveheart
- Se7en
- Toy Story